# Gamila El Alaily
Gamila El Alaily o Jamila El Alaily (àrab: جميلة العلايلي, Jamīla al-ʿAlāylī) (Mansura, Egipte, 20 de març de 1907 - 11 d'abril de 1991) fou una poeta i assagista egípcia.
Com la primera integrant dona de la societat poètica del diari Apolo, prèviament formada només per homes, fou pionera en l'àmbit literari egipci, a més d'una avantguardista influent. Publicava regularment en aquest mitjà i escriví tres volums de poesia durant el seu pas pels cercles literaris. Feu una revista mensual autopublicada, Metes Literàries, en la qual escrigué durant vint anys. Com que els temes de la seua obra giraven al voltant de les seues emocions, se l'anomenà «poeta de la consciència». Entre les seues influències hi ha la poeta May Ziade, gràcies a la qual es mudà al Caire per prosseguir la seua carrera literària. També rebé inspiració de la líder feminista Huda Sha'arawi.
El març de 2019, Alaily apareix en un doodle de Google que celebrava el seu 112é aniversari: es veié al Marroc, Líbia, Egipte, Algèria, Aràbia Saudita, Líban, Jordània, Oman, als Emirats Àrabs i l'Iraq. L'empresa en comentava: «En aquest aspecte, a més de la seua prolífica producció poètica, obrí nous camins per a les dones al món àrab i inspirà les generacions d'escriptores futures».

## Obra
- L'eco dels meus somnis (1936)[3]
- Pols de poeta[5]
- L'eco de la meua fe (1976)[6]